# 95. ceremonia wręczenia Oscarów
95. ceremonia wręczenia Oscarów (nagród Amerykańskiej Akademii Sztuki i Wiedzy Filmowej) za rok 2022 odbyła się 12 marca 2023 w Dolby Theatre w Los Angeles. Po raz trzeci poprowadził ją amerykański komik Jimmy Kimmel.
Nominacje ogłosili Riz Ahmed i Allison Williams, 24 stycznia 2023. Najwięcej nominacji otrzymał film Wszystko wszędzie naraz (11 nominacji), a na drugim miejscu pod względem liczby nominacji uplasowały się filmy Na Zachodzie bez zmian i Duchy Inisherin (po 9 nominacji).

## Nagrody i nominacje
Źródło:
| Najlepszy film | Najlepszy reżyser |
| --- | --- |
| - Wszystko wszędzie naraz – Daniel Kwan i Daniel Scheinert oraz Jonathan Wang - Na Zachodzie bez zmian – Malte Grunert - Avatar: Istota wody – James Cameron i Jon Landau - Duchy Inisherin – Graham Broadbent, Peter Czernin i Martin McDonagh - Elvis – Baz Luhrmann, Catherine Martin, Gail Berman, Patrick McCormick i Schuyler Weiss - Fabelmanowie – Kristie Macosko Krieger, Steven Spielberg i Tony Kushner - Tár – Todd Field, Alexandra Milchan i Scott Lambert - Top Gun: Maverick – Tom Cruise, Christopher McQuarrie, David Ellison i Jerry Bruckheimer - W trójkącie – Erik Hemmendorff i Philippe Bober - Głosy kobiet – Dede Gardner, Jeremy Kleiner i Frances McDormand | - Daniel Kwan i Daniel Scheinert – Wszystko wszędzie naraz - Todd Field – Tár - Martin McDonagh – Duchy Inisherin - Ruben Östlund – W trójkącie - Steven Spielberg – Fabelmanowie |
| Najlepszy aktor pierwszoplanowy | Najlepsza aktorka pierwszoplanowa |
| - Brendan Fraser – Wieloryb jako Charlie - Austin Butler – Elvis jako Elvis Presley - Colin Farrell – Duchy Inisherin jako Pádraic Súilleabháin - Paul Mescal – Aftersun jako Calum Paterson - Bill Nighy – Życie jako Mr. Rodney Williams | - Michelle Yeoh – Wszystko wszędzie naraz jako Evelyn Quan Wang - Cate Blanchett – Tár jako Lydia Tár - Ana de Armas – Blondynka jako Marilyn Monroe - Andrea Riseborough – Dla Leslie jako Leslie Rowlands - Michelle Williams – Fabelmanowie jako Mitzi Schildkraut-Fabelman |
| Najlepszy aktor drugoplanowy | Najlepsza aktorka drugoplanowa |
| - Ke Huy Quan – Wszystko wszędzie naraz jako Waymond Wang - Brendan Gleeson – Duchy Inisherin jako Colm Doherty - Brian Tyree Henry – Most jako James Aucoin - Judd Hirsch – Fabelmanowie jako Boris Schildkraut - Barry Keoghan – Duchy Inisherin jako Dominic Kearney | - Jamie Lee Curtis – Wszystko wszędzie naraz jako Deirdre Beaubeirdre - Angela Bassett – Czarna Pantera: Wakanda w moim sercu jako królowa Ramonda - Hong Chau – Wieloryb jako Liz - Kerry Condon – Duchy Inisherin jako Siobhán Súilleabháin - Stephanie Hsu – Wszystko wszędzie naraz jako Joy Wang / Jobu Tupaki |
| Najlepszy scenariusz oryginalny | Najlepszy scenariusz adaptowany |
| - Wszystko wszędzie naraz – Daniel Kwan i Daniel Scheinert - Duchy Inisherin – Martin McDonagh - Fabelmanowie – Steven Spielberg i Tony Kushner - Tár – Todd Field - W trójkącie – Ruben Östlund | - Głosy kobiet – Sarah Polley - Na Zachodzie bez zmian – Edward Berger, Lesley Paterson i Ian Stokell - Glass Onion: Film z serii „Na noże” – Rian Johnson - Życie – Kazuo Ishiguro - Top Gun: Maverick – Ehren Kruger, Eric Warren Singer i Christopher McQuarrie |
| Najlepszy długometrażowy film animowany | Najlepszy film międzynarodowy |
| - Guillermo del Toro: Pinokio – Guillermo del Toro, Mark Gustafson, Gary Ungar i Alex Bulkley - Marcel Muszelka w różowych bucikach – Dean Fleischer Camp, Elisabeth Holm, Andrew Goldman, Caroline Kaplan i Paul Mezey - Kot w butach: Ostatnie życzenie – Joel Crawford i Mark Swift - Morska bestia – Chris Williams i Jed Schlanger - To nie wypanda – Domee Shi i Lindsey Collins | - Na Zachodzie bez zmian (Niemcy) – Edward Berger - Argentyna, 1985 (Argentyna) – Santiago Mitre - Blisko (Belgia) – Lukas Dhont - IO (Polska) – Jerzy Skolimowski - Cicha dziewczyna (Irlandia) – Colm Bairéad |
| Najlepszy pełnometrażowy film dokumentalny | Najlepszy krótkometrażowy film dokumentalny |
| - Nawalny – Daniel Roher, Odessa Rae, Diane Becker, Melanie Miller i Shane Boris - Wszystko, co żyje – Shaunak Sen, Aman Mann i Teddy Leifer - Całe to piękno i krew – Laura Poitras, Howard Gertler, John Lyons, Nan Goldin i Yoni Golijov - Wulkan miłości – Sara Dosa, Shane Boris i Ina Fichman - Dom z drzazg – Simon Lereng Wilmont i Monica Hellström | - Zaklinacze słoni – Kartiki Gonsalves i Guneet Monga - Haulout – Evgenia Arbugaeva i Maxim Arbugaev - Jak minął rok? – Jay Rosenblatt - Efekt Marthy Mitchell – Anne Alvergue i Beth Levison - Stranger at the Gate – Joshua Seftel i Conall Jones |
| Najlepszy krótkometrażowy film aktorski | Najlepszy krótkometrażowy film animowany |
| - Irlandzkie pożegnanie – Tom Berkely i Ross White - Ivalu – Anders Walter i Rebecca Pruzan - Uczniaki – Alice Rohrwacher i Alfonso Cuarón - Nocna jazda – Eirik Tveiten i Gaute Lid Larssen - Czerwona walizka – Cyrus Neshvad | - Chłopiec, kret, lis i koń – Charlie Mackesy i Matthew Freud - Latający żeglarz – Wendy Tilby i Amanda Forbis - Handlarze lodu – João Gonzalez i Bruno Caetano - Rok siusiaków – Sara Gunnarsdóttir i Pamela Ribon - Struś powiedział mi, że świat nie istnieje i chyba mu wierzę – Lachlan Pendragon |
| Najlepsza muzyka | Najlepsza piosenka oryginalna |
| - Na Zachodzie bez zmian – Volker Bertelmann - Babilon – Justin Hurwitz - Duchy Inisherin – Carter Burwell - Wszystko wszędzie naraz – Son Lux - Fabelmanowie – John Williams | - „Naatu Naatu" z filmu RRR – Muzyka: M. M. Keeravani; tekst: Chandrabose - „Applause" z filmu Tell It Like a Woman – Muzyka i tekst: Diane Warren - „Hold My Hand" z filmu Top Gun: Maverick – Muzyka i tekst: Lady Gaga i BloodPop - „Lift Me Up" z filmu Czarna Pantera: Wakanda w moim sercu – Muzyka: Tems (również tekst), Rihanna, Ryan Coogler (również tekst) i Ludwig Göransson - „This Is a Life" z filmu Wszystko wszędzie naraz – Muzyka: Ryan Lott (również tekst), David Byrne (również tekst) i Mitski |
| Najlepsza scenografia | Najlepsze kostiumy |
| - Na Zachodzie bez zmian – Christian M. Goldbeck i Ernestine Hipper - Avatar: Istota wody – Dylan Cole, Ben Procter i Vanessa Cole - Babilon – Florencia Martin i Anthony Carlino - Elvis – Catherine Martin, Karen Murphy i Beverley Dunn - Fabelmanowie – Rick Carter i Karen O’Hara | - Czarna Pantera: Wakanda w moim sercu – Ruth E. Carter - Babilon – Mary Zophres - Elvis – Catherine Martin - Wszystko wszędzie naraz – Shirley Kurata - Paryż pani Harris – Jenny Beavan |
| Najlepsza charakteryzacja | Najlepsze efekty specjalne |
| - Wieloryb – Adrien Morot, Judy Chin i Anne Marie Bradley - Na Zachodzie bez zmian – Heike Merker i Linda Eisenhamerová - Batman – Naomi Donne, Mike Marino i Mike Fontaine - Czarna Pantera: Wakanda w moim sercu – Camille Friend i Joel Harlow - Elvis – Mark Coulier, Jason Baird i Aldo Signoretti | - Avatar: Istota wody – Joe Letteri, Richard Baneham, Eric Saindon i Daniel Barrett - Na Zachodzie bez zmian – Frank Petzold, Viktor Müller, Markus Frank i Kamil Jafar - Batman – Dan Lemmon, Russell Earl, Anders Langlands i Dominic Tuohy - Czarna Pantera: Wakanda w moim sercu – Geoffrey Baumann, Craig Hammack, R. Christopher White i Dan Sudick - Top Gun: Maverick – Ryan Tudhope, Seth Hill, Bryan Litson i Scott R. Fisher                                                                                |
| Najlepsze zdjęcia | Najlepszy montaż |
| - Na Zachodzie bez zmian – James Friend - Bardo, fałszywa kronika garści prawd – Darius Khondji - Elvis – Mandy Walker - Imperium światła – Roger Deakins - Tár – Florian Hoffmeister | - Wszystko wszędzie naraz – Paul Rogers - Duchy Inisherin – Mikkel E. G. Nielsen - Elvis – Matt Villa i Jonathan Redmond - Tár – Monika Willi - Top Gun: Maverick – Eddie Hamilton |
| Najlepszy dźwięk | |
| - Top Gun: Maverick – Mark Weingarten, James H. Mather, Al Nelson, Chris Burdon i Mark Taylor - Na Zachodzie bez zmian – Viktor Prášil, Frank Kruse, Markus Stemler, Lars Ginzel i Stefan Korte - Avatar: Istota wody – Julian Howarth, Gwendolyn Yates Whittle, Dick Bernstein, Christopher Boyes, Gary Summers i Michael Hedges - Batman – Stuart Wilson, William Files, Douglas Murray i Andy Nelson - Elvis – David Lee, Wayne Pashley, Andy Nelson i Michael Keller | |

## Podsumowanie liczby nominacji
- 11 – Wszystko wszędzie naraz
- 9 – Na Zachodzie bez zmian i Duchy Inisherin
- 8 – Elvis
- 7 – Fabelmanowie
- 6 – Tár i Top Gun: Maverick
- 5 – Czarna Pantera: Wakanda w moim sercu
- 4 – Avatar: Istota wody
- 3 – Babilon, Batman, W trójkącie i Wieloryb
- 2 – Głosy kobiet i Życie

## Podsumowanie liczby nagród
- 7 – Wszystko wszędzie naraz
- 4 – Na Zachodzie bez zmian
- 2 – Wieloryb

## Oscary honorowe i specjalne
21 czerwca 2022 roku Akademia ogłosiła honorowych laureatów Oscarów oraz zdobywcę Nagroda za działalność humanitarną im. Jeana Hersholta. Ceremonia rozdania nagród odbyła się 19 listopada 2022 roku.
| Laureat      | Prezenter    | Uzasadnienie |
| ------------ | ------------ | --- |
| Euzhan Palcy | Viola Davis  | „Pionierska reżyserka, której przełomowe znaczenie w kinie międzynarodowym jest ugruntowane w historii filmu”                                         |
| Diane Warren | Cher         | „Muzyka i teksty Warren spotęgowały emocjonalny wpływ niezliczonych filmów i zainspirowały pokolenia artystów muzycznych"                             |
| Peter Weir   | Jeff Bridges | „Reżyser o wytrawnych umiejętnościach i kunszcie, którego twórczość przypomina nam o sile filmu w ujawnianiu pełnego zakresu ludzkiego doświadczenia” |

Laureatem Nagrody Humanitarnej został Michael J. Fox.